# Borovany, České Budějovice
Borovany là một thị trấn thuộc huyện České Budějovice, vùng Jihočeský, Cộng hòa Séc.